# Taiwan Relations Act
Le Taiwan Relations Act est une loi du Congrès américain votée en 1979 qui définit les relations qu'entretiennent les États-Unis et Taïwan, après la reconnaissance de la Chine.
La loi ne reconnaît pas la terminologie de « république de Chine », mais parle des « autorités gouvernant Taïwan ». Elle invalide tous les accords ayant pu être passés entre les États-Unis et la république de Chine avant 1979, et définit les relations avec le gouvernement de Taipei comme exactement semblables à des relations avec un autre pays à l'exception de l'absence de relations diplomatiques officielles et de la non-reconnaissance de la république de Chine. Elle autorise entre autres la vente d'armes à des fins défensives à Taïwan.
Le Taiwan Relations Act ne garantit pas d'intervention militaire des États-Unis en faveur de Taïwan si celle-ci était envahie par la Chine. Les États-Unis ont à cet égard une politique délibérément ambiguë afin d'empêcher une déclaration d'indépendance unilatérale de la part de Taïwan aussi bien qu'une annexion unilatérale de Taïwan par la Chine.